# Passion Flower: Zoot Sims Plays Duke Ellington
Passion Flower:Zoot Sims Plays Duke Ellington è un album di Zoot Sims, pubblicato dalla Pablo Today Records nel 1980.

## Tracce
Lato A
1. It Don't Mean a Thing – 4:58 (Duke Elligton, Irving Mills) – Registrato il 14 agosto 1979 a Hollywood, California
2. In a Mellow Tone – 2:58 (Duke Ellington, Milton Gabler) – Registrato il 14 agosto 1979 a Hollywood, California
3. I Got It Bad and That Ain't Good – 4:47 (Duke Ellington, Paul Francis Webster) – Registrato il 14 agosto 1979 a Hollywood, California
4. I Let a Song Go Out of My Heart – 5:30 (Duke Ellington, Irving Mills, Henry Nemo, John Redmond) – Registrato il 14 agosto 1979 a Hollywood, California
5. Black Butterfly – 3:51 (Duke Ellington, Irving Mills) – Registrato il 14 agosto 1979 a Hollywood, California

Lato B
1. Do Nothin' Till You Hear from Me – 6:46 (Duke Ellington, Sidney Keith Russell) – Registrato il 13 maggio 1980 a New York City, New York
2. You Love Has Faded – 4:45 (Duke Ellington, Billy Strayhorn) – Registrato il 10 e 11 dicembre 1979 a Hollywood, California
3. Bojangles – 4:46 (Duke Ellington) – Registrato il 10 e 11 dicembre 1979 a Hollywood, California
4. Passion Flower – 4:07 (Billy Strayhorn) – Registrato il 13 maggio 1980 a New York City, New York

## Musicisti
A1, A2, A3, A4 e A5
- Zoot Sims - sassofono tenore, leader
- Benny Carter - conduttore musicale, arrangiamenti
- Bobby Bryant - tromba
- Al Aarons - tromba
- Oscar Brashear - tromba
- Earl Gardner - tromba
- J.J. Johnson - trombone
- Britt Woodman - trombone
- Grover Mitchell - trombone
- Benny Powell - trombone
- Marshall Royal - sassofono alto
- Frank Wess - sassofono alto, flauto
- Plas Johnson - sassofono tenore
- Buddy Collette - sassofono tenore
- Jimmy Rowles - pianoforte
- John Collins - chitarra
- Andy Simpkins - contrabbasso
- Grady Tate - batteria

B1 e B4
- Zoot Sims - sassofono tenore
- Jimmy Rowles - pianoforte
- John Heard - contrabbasso
- Shelly Manne - batteria

B2 e B3
- Zoot Sims - sassofono tenore
- Jimmy Rowles - pianoforte
- Michael Moore - contrabbasso
- John Clay - batteria[4]